# Buskow
Buskow è una frazione della città tedesca di Neuruppin, nel Land del Brandeburgo.

## Storia
Buskow fu nominata per la prima volta nel 1256 come Buscowe.
Il 6 dicembre 1993 il comune di Buskow fu aggregato alla città di Neuruppin.

## Amministrazione
La frazione di Buskow è governata da un «consiglio locale» (Ortsbeirat) di 3 membri.